# Kaplica Matki Bożej Królowej Polski w Lubskiej
Kaplica Matki Bożej Królowej Polski – rzymskokatolicka kaplica mszalna w Lubskiej. Kaplica należy do parafii Najświętszego Serca Pana Jezusa w Przeczowie, w dekanacie Namysłów zachód, archidiecezji wrocławskiej.